# Chris Petersen
Chris Petersen, född 18 augusti 1963 i Los Angeles, är en amerikansk före detta skådespelare. Han är bland annat känd för roller i When Every Day Was the Fourth of July, Katastrofplats Houston och The Little Dragons.
I avsnittet "The Rivals" (1978) i TV-serien Lilla huset på prärien spelar Petersen rollen som Jimmy Hill. Laura Ingalls (Melissa Gilbert) blir förälskad i Jimmy Hill och gör allt för att han ska uppmärksamma henne. Endast när hon verkligen är sig själv fattar han tycke för henne och de kysser varandra.